# Мартін Гуйса
Мартін Гуйса (словац. Martin Hujsa; народився 9 вересня 1979 у м. Скалиця, ЧССР) — словацький хокеїст, лівий нападник. Виступає за «Слован» (Братислава) у Словацькій Екстралізі.
Вихованець хокейної школи ХК «36 Скаліца». Виступав за ХК «36 Скаліца», «Нове Замки», «Літвінов».
У складі національної збірної Словаччини провів 23 матчі (4 голи). У складі молодіжної збірної Словаччини учасник чемпіонату світу 1999. 
Чемпіон Словаччини (2005, 2007, 2008). Володар Континентального кубка (2004).